# Linha do Tâmega
| Bahnhof Arco de Baúlhe |                     |                               |                               |
| Streckenlänge: | 51,6 km             |                               |                               |
| Spurweite: | 1000 mm (Meterspur) |                               |                               |
| |                     |                               |                               |
| Linha do Tâmega |                     |                               |                               |
| \| \| 0,0 \| Livração–Caldas de Canaveses \| Livração–Caldas de Canaveses \| \| \| \| (Übergang zur Linha do Douro) \| \| \| \| 2,7 \| Santo Isidoro \| Santo Isidoro \| \| \| 4,7 \| Valbom \| Valbom \| \| \| 6,2 \| Vila Caiz \| Vila Caiz \| \| \| 6,9 \| Passinhos \| Passinhos \| \| \| 9,4 \| Fregim-A \| Fregim-A \| \| \| 10,4 \| Fregim \| Fregim \| \| \| \| Brücke von Vaia \| \| \| \| \| Brücke von Cabra \| \| \| \| \| Brücke von Lázaros \| \| \| \| 12,8 \| Amarante \| Amarante \| \| \| \| \| \| \| \| \| Tunnel Gatão \| \| \| \| 17,5 \| Gatão \| Gatão \| \| \| 21,2 \| Chapa \| Chapa \| \| \| \| Brücke von Santa Natália \| \| \| \| \| Brücke von Carvalhas \| \| \| \| 25,8 \| Codeçoso \| Codeçoso \| \| \| 29,2 \| Lourido \| Lourido \| \| \| 34,6 \| Celorico de Basto \| Celorico de Basto \| \| \| 36,2 \| Britelo \| Britelo \| \| \| \| Brücke von Freixedo \| \| \| \| \| Brücke von Matamá \| \| \| \| 40,2 \| Mondim de Basto \| Mondim de Basto \| \| \| 43,5 \| Padredo \| Padredo \| \| \| 45,4 \| Canedo \| Canedo \| \| \| 48,0 \| Vila Nune \| Vila Nune \| \| \| 51,6 \| Arco de Baúlhe \| Arco de Baúlhe \| |                     |                               |                               |
| Kopfbahnhof Streckenanfang (Strecke außer Betrieb) | 0,0                 | Livração–Caldas de Canaveses  | Livração–Caldas de Canaveses  |
| Strecke (außer Betrieb) |                     | (Übergang zur Linha do Douro) | (Übergang zur Linha do Douro) |
| Haltepunkt / Haltestelle (Strecke außer Betrieb) | 2,7                 | Santo Isidoro                 | Santo Isidoro                 |
| Haltepunkt / Haltestelle (Strecke außer Betrieb) | 4,7                 | Valbom                        | Valbom                        |
| Bahnhof (Strecke außer Betrieb) | 6,2                 | Vila Caiz                     | Vila Caiz                     |
| Haltepunkt / Haltestelle (Strecke außer Betrieb) | 6,9                 | Passinhos                     | Passinhos                     |
| Haltepunkt / Haltestelle (Strecke außer Betrieb) | 9,4                 | Fregim-A                      | Fregim-A                      |
| Haltepunkt / Haltestelle (Strecke außer Betrieb) | 10,4                | Fregim                        | Fregim                        |
| Brücke über Wasserlauf (Strecke außer Betrieb) |                     | Brücke von Vaia               | Brücke von Vaia               |
| Brücke über Wasserlauf (Strecke außer Betrieb) |                     | Brücke von Cabra              | Brücke von Cabra              |
| Brücke über Wasserlauf (Strecke außer Betrieb) |                     | Brücke von Lázaros            | Brücke von Lázaros            |
| Bahnhof (Strecke außer Betrieb) | 12,8                | Amarante                      | Amarante                      |
| Strecke mit Straßenbrücke (Strecke außer Betrieb) |                     |                               |                               |
| Tunnel (Strecke außer Betrieb) |                     | Tunnel Gatão                  | Tunnel Gatão                  |
| Haltepunkt / Haltestelle (Strecke außer Betrieb) | 17,5                | Gatão                         | Gatão                         |
| Haltepunkt / Haltestelle (Strecke außer Betrieb) | 21,2                | Chapa                         | Chapa                         |
| Brücke über Wasserlauf (Strecke außer Betrieb) |                     | Brücke von Santa Natália      | Brücke von Santa Natália      |
| Brücke über Wasserlauf (Strecke außer Betrieb) |                     | Brücke von Carvalhas          | Brücke von Carvalhas          |
| Bahnhof (Strecke außer Betrieb) | 25,8                | Codeçoso                      | Codeçoso                      |
| Haltepunkt / Haltestelle (Strecke außer Betrieb) | 29,2                | Lourido                       | Lourido                       |
| Bahnhof (Strecke außer Betrieb) | 34,6                | Celorico de Basto             | Celorico de Basto             |
| Haltepunkt / Haltestelle (Strecke außer Betrieb) | 36,2                | Britelo                       | Britelo                       |
| Brücke über Wasserlauf (Strecke außer Betrieb) |                     | Brücke von Freixedo           | Brücke von Freixedo           |
| Brücke über Wasserlauf (Strecke außer Betrieb) |                     | Brücke von Matamá             | Brücke von Matamá             |
| Bahnhof (Strecke außer Betrieb) | 40,2                | Mondim de Basto               | Mondim de Basto               |
| Haltepunkt / Haltestelle (Strecke außer Betrieb) | 43,5                | Padredo                       | Padredo                       |
| Bahnhof (Strecke außer Betrieb) | 45,4                | Canedo                        | Canedo                        |
| Haltepunkt / Haltestelle (Strecke außer Betrieb) | 48,0                | Vila Nune                     | Vila Nune                     |
| Kopfbahnhof Streckenende (Strecke außer Betrieb) | 51,6                | Arco de Baúlhe                | Arco de Baúlhe                |

Die Linha do Tâmega war eine schmalspurige Eisenbahnstrecke in Portugal. Sie verlief parallel zum Fluss Tâmega und wurde in 1000-mm-Schmalspur erbaut. Zweck der Linie war die Zusammenführung der Linha do Douro mit der Linha de Guimarães in Chaves und der Linha do Corgo. Jedoch erreichte der Bau der Linie nur die Station Arco de Baúlhe, und somit wurde dieser Plan niemals vollendet. Auch die Linha de Guimarães kam niemals über den Bahnhof von Fafe hinaus. Der gesamte Verkehr wurde am 24. März 2009 eingestellt.

## Geschichte
Der erste Streckenteil der Linha do Tâmega wurde zwischen Livração–Caldas de Canaveses und Amarante am 21. März 1909 in Betrieb genommen. Am 22. November 1926 wurden zwischen Amarante und Apeadeiro de Chapa, am 20. März 1932 bis Celorico de Basto und abschließend am 15. Januar 1949 bis Arco de Baúlhe weitere Abschnitte eröffnet. Zwischen Amarante und Arco de Baúlhe wurde am 1. Januar 1990 der Betrieb eingestellt. 
Die Linha do Tâmega war in Bezug auf die Streckenführung eine der schwierigsten Strecken in Portugal, und man benötigte deshalb 40 Jahre, um von Livração bis nach Arco de Baúlhe vorzudringen. Somit war es die letzte Schienenstrecke, die in diesem Bereich Nordportugals fertiggestellt wurde, und auch eine der ersten, die stillgelegt wurde. Insgesamt wurde die Gesamtstrecke nur 51 Jahre betrieben. Damit hält die Linha do Tâmega den Rekord für die kürzeste Betriebszeit einer Strecke, die durch die staatlichen Eisenbahnen Caminhos de Ferro Portugueses (CP) betrieben wurde.
Eine englische Firma hatte den Vorschlag unterbreitet, die seit 1990 stillgelegte Strecke von Amarante nach Arco de Baúlhe wiederzubeleben. Man präsentierte einen ambitionierten Plan, der aber abgelehnt wurde. Er sah vor, die Strecke nicht nur für den Tourismus, sondern auch für den Nahverkehr zu reaktivieren.
Am 24. März 2009 stellte der Infrastrukturbetreiber REFER den Verkehr auf der Strecke „vorläufig“ ein, als Grund wurden Sicherheitsmängel genannt. Mittlerweile ist die Strecke vollständig abgebaut, zwischen Amarante und Arco de Baúlhe wurde auf der Trasse ein Radweg errichtet. Im alten Bahnhof von Arco de Baúlhe befindet sich ein Eisenbahnmuseum.

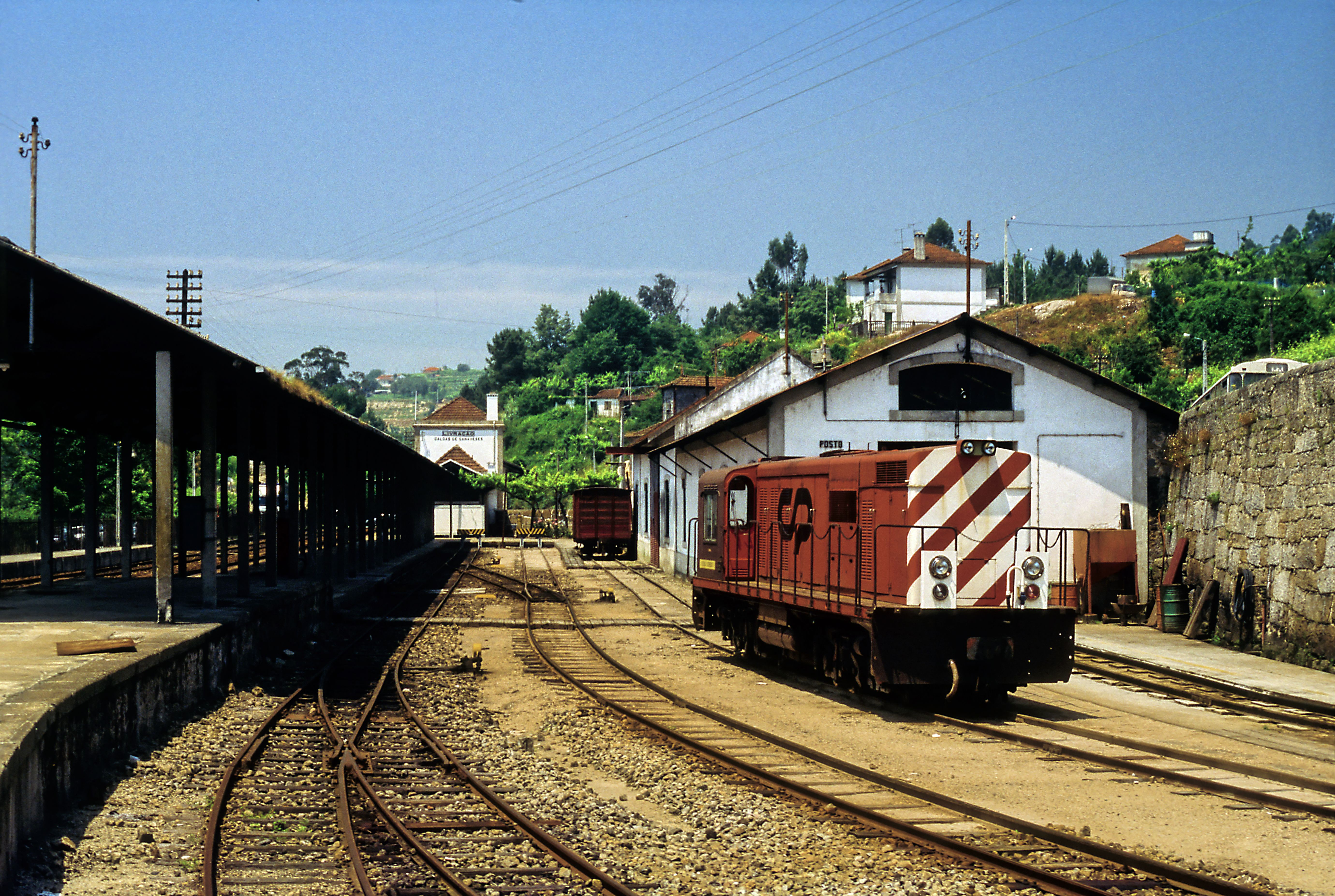
Meterspurseite des Bahnhofs Livraçao, links des Bahnsteigs die Breitspurgleise
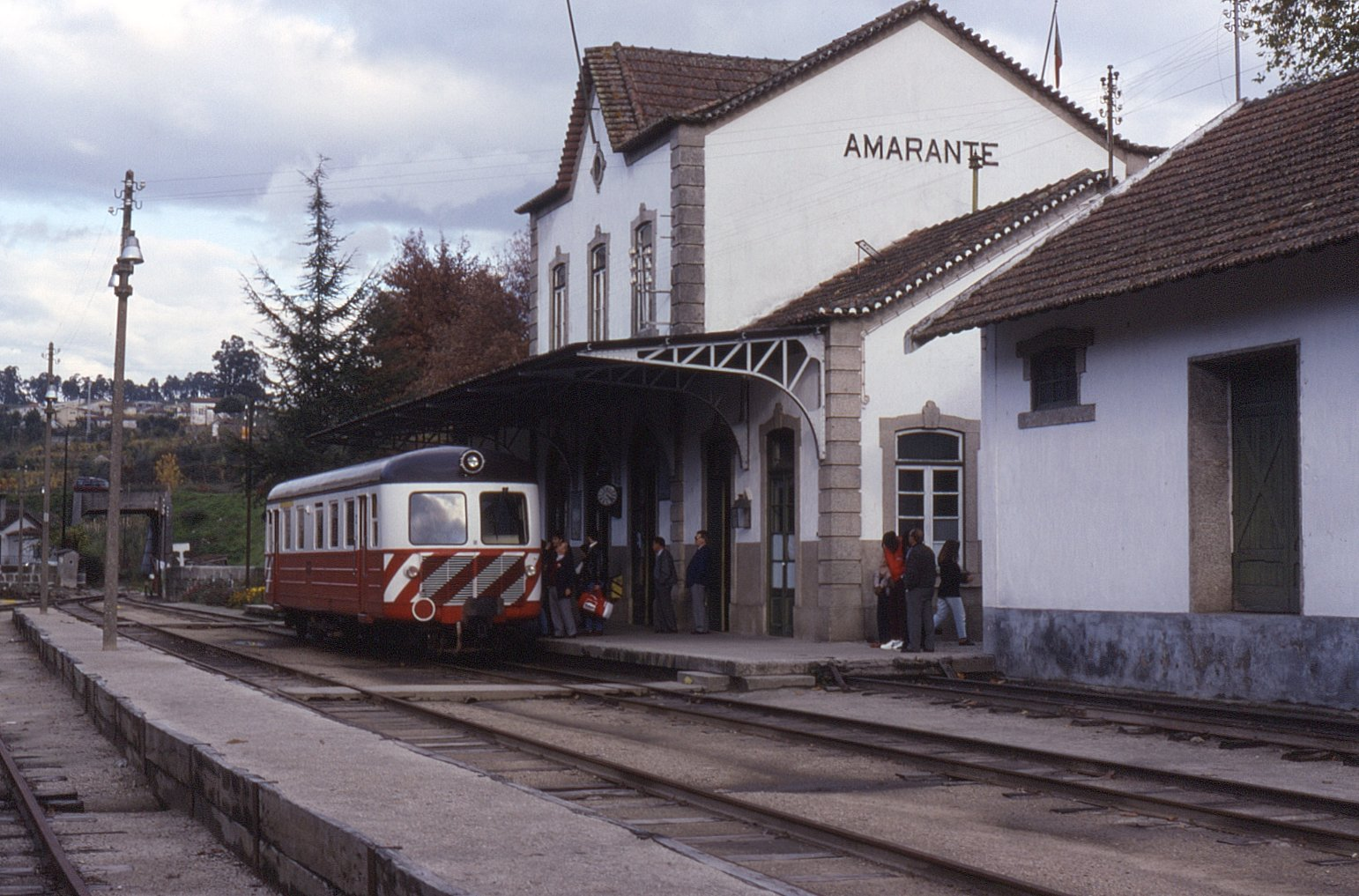
Bahnhof Amarante mit Dieseltriebwagen der CP-Baureihe 9100
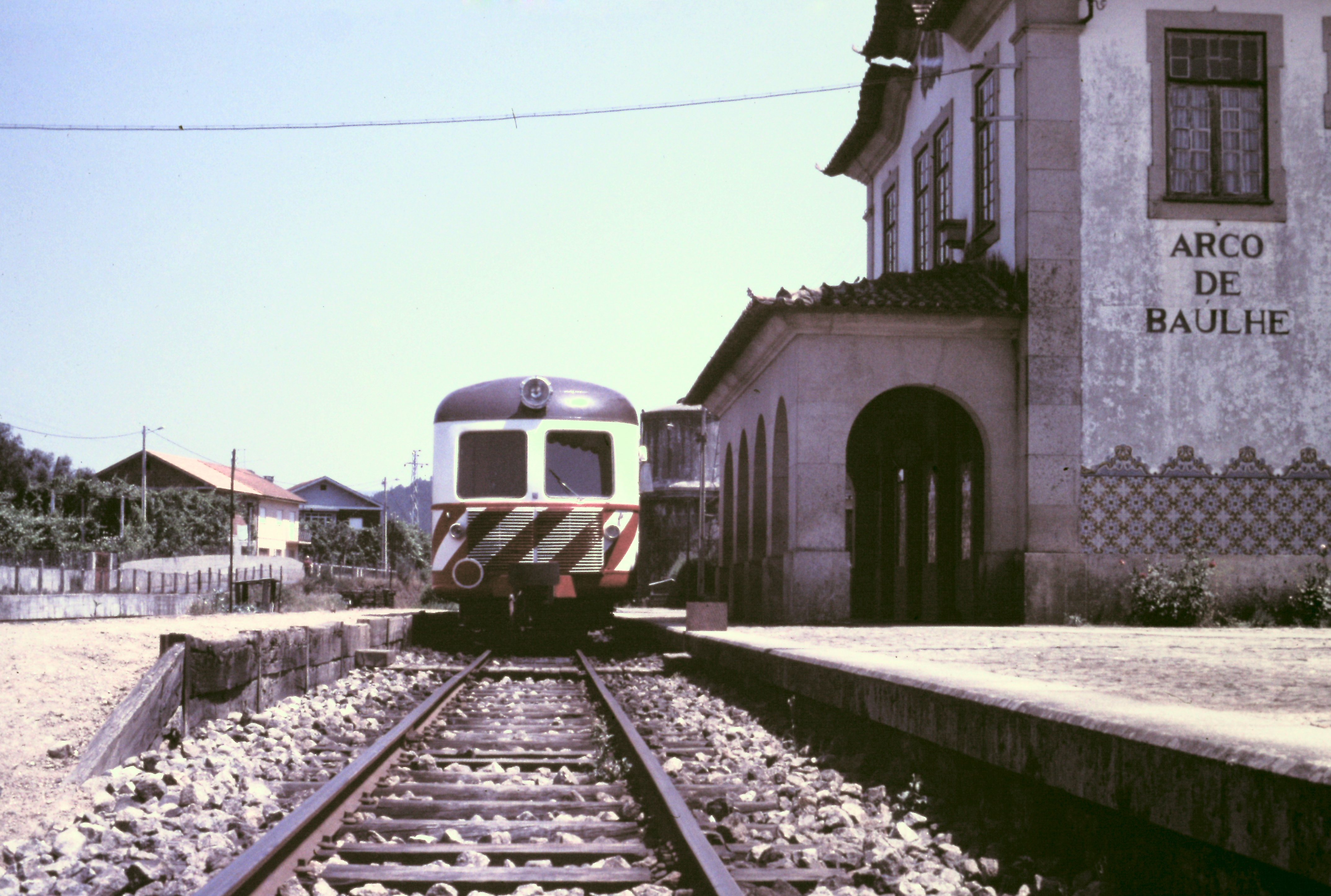
Endbahnhof Arco do Baúlhe